# Spisak sporednih likova u filmskom serijalu Džejms Bond
Ovo je spisak epizodnih likova i glumaca koji su ih tumačili u filmskom serijalu Džejms Bond.

## Filmovi produkcije EON
| Lik                   | Film         | Film                                   | Film              | Film                                   | Film                       | Film                                      | Film                      | Film                              | Film                              | Film                           | Film                    | Film                     | Film            | Film                       | Film                     | Film             | Film                      | Film              | Film                        | Film                      | Film                  | Film                | Film               | Film           | Film               | Film |
| Lik                   | Dr No (1962) | Iz Rusije s ljubavlju (1963)           | Goldfinger (1964) | Operacija Grom (1965)                  | Samo dvaput se živi (1967) | U tajnoj službi njenog veličanstva (1969) | Dijamanti su večni (1971) | Živi i pusti druge da umru (1973) | Čovek sa zlatnim pištoljem (1974) | Špijun koji me je voleo (1977) | Operacija Svemir (1979) | Samo za tvoje oči (1981) | Oktopusi (1983) | Nikad ne reci nikad (1983) | Pogled na ubistvo (1985) | Dah smrti (1987) | Dozvola za ubistvo (1989) | Zlatno oko (1995) | Sutra ne umire nikad (1997) | Svet nije dovoljan (1999) | Umri drugi dan (2002) | Kazino Rojal (2006) | Zrno utehe (2008)  | Skajfol (2012) | Spektra (2015)     |      |
| --------------------- | ------------ | -------------------------------------- | ----------------- | -------------------------------------- | -------------------------- | ----------------------------------------- | ------------------------- | --------------------------------- | --------------------------------- | ------------------------------ | ----------------------- | ------------------------ | --------------- | -------------------------- | ------------------------ | ---------------- | ------------------------- | ----------------- | --------------------------- | ------------------------- | --------------------- | ------------------- | ------------------ | -------------- | ------------------ | ---- |
| Džejms Bond           | Šon Koneri   | Šon Koneri                             | Šon Koneri        | Šon Koneri                             | Šon Koneri                 | Džordž Lajzenbi                           | Šon Koneri                | Rodžer Mur                        | Rodžer Mur                        | Rodžer Mur                     | Rodžer Mur              | Rodžer Mur               | Rodžer Mur      | Šon Koneri                 | Rodžer Mur               | Timoti Dalton    | Timoti Dalton             | Pirs Brosnan      | Pirs Brosnan                | Pirs Brosnan              | Pirs Brosnan          | Danijel Krejg       | Danijel Krejg      | Danijel Krejg  | Danijel Krejg      |      |
| M                     | Bernard Li   | Bernard Li                             | Bernard Li        | Bernard Li                             | Bernard Li                 | Bernard Li                                | Bernard Li                | Bernard Li                        | Bernard Li                        | Bernard Li                     | Bernard Li              |                          | Robert Braun    | Edvard Foks                | Robert Braun             | Robert Braun     | Robert Braun              | Džudi Denč        | Džudi Denč                  | Džudi Denč                | Džudi Denč            | Džudi Denč          | Džudi Denč         | Džudi Denč     | Ralf Fajns         |      |
| Kju                   | Piter Barton | Dezmond Luelin                         | Dezmond Luelin    | Dezmond Luelin                         | Dezmond Luelin             | Dezmond Luelin                            | Dezmond Luelin            | Dezmond Luelin                    |                                   | Dezmond Luelin                 | Dezmond Luelin          | Dezmond Luelin           | Dezmond Luelin  | Alen Mekoven               | Dezmond Luelin           | Dezmond Luelin   | Dezmond Luelin            | Dezmond Luelin    | Dezmond Luelin              | Dezmond Luelin            | Džon Klis             |                     |                    | Ben Višo       | Ben Višo           |      |
| Iv Manipeni           | Lois Maksvel | Lois Maksvel                           | Lois Maksvel      | Lois Maksvel                           | Lois Maksvel               | Lois Maksvel                              | Lois Maksvel              | Lois Maksvel                      | Lois Maksvel                      | Lois Maksvel                   | Lois Maksvel            | Lois Maksvel             | Lois Maksvel    | Pamela Salem               | Lois Maksvel             | Kerolajn Blis    | Kerolajn Blis             | Samanta Bond      | Samanta Bond                | Samanta Bond              | Samanta Bond          |                     |                    | Naomi Haris    | Naomi Haris        |      |
| Feliks Lajter         | Džek Lord    |                                        | Ses Linder        | Rik Van Nater                          |                            |                                           | Norman Barton             | Dejvid Hedison                    |                                   |                                |                         |                          |                 | Berni Kejsi                |                          | Džon Teri        | Dejvid Hedison            |                   |                             |                           |                       | Džefri Rajt         | Džefri Rajt        |                |                    |      |
| Bil Taner             |              |                                        |                   |                                        |                            |                                           |                           |                                   | Majkl Gudlajf                     |                                |                         | Džejms Vilers            |                 |                            |                          |                  |                           | Majkl Kičen       |                             | Majkl Kičen               |                       |                     | Rori Kiner         | Rori Kiner     | Rori Kiner         |      |
| Ernest Stavro Blofild |              | Entoni Doson (telo) Erik Polman (glas) |                   | Entoni Doson (telo) Erik Polman (glas) | Donald Plizens             | Teli Savalas                              | Čarls Grej                |                                   |                                   |                                |                         | Džon Holis               |                 | Maks von Sajdou            |                          |                  |                           |                   |                             |                           |                       |                     |                    |                | Kristof Volc       |      |
| General Gogolj        |              |                                        |                   |                                        |                            |                                           |                           |                                   |                                   | Valter Gotel                   | Valter Gotel            | Valter Gotel             | Valter Gotel    |                            | Valter Gotel             | Valter Gotel     |                           |                   |                             |                           |                       |                     |                    |                |                    |      |
| Ser Frederik Grej     |              |                                        |                   |                                        |                            |                                           |                           |                                   |                                   | Džefri Kin                     | Džefri Kin              | Džefri Kin               | Džefri Kin      |                            | Džefri Kin               | Džefri Kin       |                           |                   |                             |                           |                       |                     |                    |                |                    |      |
| Silvija Trenč         | Junis Gejson | Junis Gejson                           |                   |                                        |                            |                                           |                           |                                   |                                   |                                |                         |                          |                 |                            |                          |                  |                           |                   |                             |                           |                       |                     |                    |                |                    |      |
| Šerif Dž. V. Peper    |              |                                        |                   |                                        |                            |                                           |                           | Klifton Džejms                    | Klifton Džejms                    |                                |                         |                          |                 |                            |                          |                  |                           |                   |                             |                           |                       |                     |                    |                |                    |      |
| Zuba                  |              |                                        |                   |                                        |                            |                                           |                           |                                   |                                   | Ričard Kil                     | Ričard Kil              |                          |                 |                            |                          |                  |                           |                   |                             |                           |                       |                     |                    |                |                    |      |
| Džek Vejd             |              |                                        |                   |                                        |                            |                                           |                           |                                   |                                   |                                |                         |                          |                 |                            |                          |                  |                           | Džo Don Bejker    | Džo Don Bejker              |                           |                       |                     |                    |                |                    |      |
| Valentin Zukovski     |              |                                        |                   |                                        |                            |                                           |                           |                                   |                                   |                                |                         |                          |                 |                            |                          |                  |                           | Robi Koltrejn     |                             | Robi Koltrejn             |                       |                     |                    |                |                    |      |
| Čarls Robinson        |              |                                        |                   |                                        |                            |                                           |                           |                                   |                                   |                                |                         |                          |                 |                            |                          |                  |                           |                   | Kolin Salmon                | Kolin Salmon              | Kolin Salmon          |                     |                    |                |                    |      |
| Rene Matis            |              |                                        |                   |                                        |                            |                                           |                           |                                   |                                   |                                |                         |                          |                 |                            |                          |                  |                           |                   |                             |                           |                       | Đankarlo Đanini     | Đankarlo Đanini    |                |                    |      |
| Gospodin Vajt         |              |                                        |                   |                                        |                            |                                           |                           |                                   |                                   |                                |                         |                          |                 |                            |                          |                  |                           |                   |                             |                           |                       | Džesper Kristensen  | Džesper Kristensen |                | Džesper Kristensen |      |

## Napomena
1. ↑  Film Nikad ne reci nikad nije film produkcije Eon, ali se na nekim televizijama emituje u toku filmova iz produkcije.